# Heribert Boeder
Heribert Boeder (Adenau, Eifel, 17 de noviembre de 1928 − Osnabrück, Baja Sajonia, 4 de diciembre de 2013) fue un filósofo y catedrático alemán, profesor emérito de la Universidad de Osnabrück.
Asistió a la escuela primaria y a la secundaria (Real-Gymnasium) en Ahrweiler. El estudio secundario quedó interrumpido en 1944 por haber sido convocado al servicio militar como auxiliar de la Fuerza Aérea. En 1948 comenzó sus estudios de Filosofía, de Filología Latina y de Historia en la Universidad de Maguncia. Poco después, atraído por el pensamiento de Heidegger, los prosiguió en la Universidad de Friburgo, donde cambió el estudio de la Historia por el de la Filología Griega. Sus profesores, además de Martin Heidegger, fueron Eugen Fink (Filosofía), Hermann Gundert (Filología griega), Karl Büchner (Filología latina) y Johannes Lohman (Lingüística). En 1954 obtuvo el doctorado en Filosofía - el tribunal estuvo presidido por Fink - con una tesis sobre el concepto de causa (AITION) en Platón. A continuación gana una beca de la Sociedad Alemana para la Investigación (DFG) y luego un cargo de asistente en la cátedra del Prof. Lohmann. En 1958, después de concluida su Tesis de Habilitación sobre "Fundamento y presente como metas del preguntar de la filosofía griega arcaica" y de su casamiento con Anita Philippi, una beca del British Council le permite estudiar en el King's College (Cambridge), donde tiene por tutor a John Raven. Allí conoce de cerca la Analítica del Lenguaje. A su regreso obtuvo la "Habilitación" y, con ella, la venia docendi. Poco después una beca del gobierno de Francia le permite asistir a las clases de Maurice Merleau-Ponty en el Colegio de Francia. En 1964, gracias a una invitación de Gilbert Ryle, se desempeñó como profesor invitado en la Universidad de Oxford. En 1970 fue llamado para ocupar la cátedra de Filosofía, vacante tras la muerte de Hermann Glockner, de la Facultad de Ciencias Sociales en la Universidad de Brunswick, cuyo Seminario de Filosofía dirigió y de la que más tarde fue también Decano. Recibió numerosas invitaciones para dictar conferencias en Italia, Inglaterra y Francia; fue docente invitado en la Duquenes University de Pittsburgh y en la New School de Nueva York. Fue miembro correspondiente de la Academia de Ciencias de Milán (Instituto Lombardo). Desde 1989 enseñó Filosofía en la Universidad de Osnabrück, de la que fue profesor Emérito desde 1996. Continuó enseñando regularmente, sin embargo, hasta el Semestre de verano de 2010.
Falleció el 4 de diciembre de 2013 a los 85 años.

## Obras
- Grund und Gegenwart als Frageziel der frühgriechischen Philosophie (Fundamento y presente como meta del preguntar de la filosofía griega arcaica). La Haya, Nijhoff, 1962, 235 pp.
- Topologie der Metaphysik (Topología de la Metafísica). Friburgo/Munich, Alber, 1980, 714 pp.
- Das Vernunft-Gefüge der Moderne (La arquitectónica racional de la Modernidad). Friburgo/Munich, Alber, 1988, 380 pp.
- Das Bauzeug der Geschichte. Aufsätze und Vorträge zur griechichen und mittealterichen (Los elementos constructivos de la Historia. Artículos y conferencias sobre filosofía griega y medieval), Gerald Maier, Wurzwurgo, Königshausen & Neumann, 1994, 376 pp.
- Seditions. Heidegger and the Limit of Modernity, Translated, edited, and with an introduction by Marcus Brainard. Suny series in Contemporary Philosophy. New York, 1997. 359 pp.
- Die Installationen der Submoderne. Zur Tektonik der heutigen Philosophie (Las instalaciones de la Submodernidad. Acerca de la tectónica de la filosofía actual), Orbis Phaenomenologicus, Wurzburgo, Königshausen & Neumann, 2006, 433 pp.
- Die letzte Epoche der Philosophie in ihrer Kern-Phase (La Época Última de la Filosofía en su fase nuclear), herausgegeben von Martín Zubiria und Marcus Brainard, Duncker & Humblot (Begriff und Konkretion, Bd. 4), Berlin 2016.
- El Saber de las Musas: Homero, Hesíodo, Solón, Introducción, traducción, notas y sumarios de Martín Zubiria, Ediciones Clásicas, Madrid 2024, 320 pp.